# Givisiez
Givisiez [ ʒivizje] est une localité et une commune suisse du canton de Fribourg, située dans le district de la Sarine.

## Géographie
Givisiez mesure 346 ha. 40,6 % de cette superficie correspond à des surfaces d'habitat ou d'infrastructure, 34,5 % à des surfaces agricoles, 23,2 % à des surfaces boisées et 1,7 % à des surfaces improductives.
Givisiez fait partie du périmètre de l'Agglo Fribourg. Elle est limitrophe de Fribourg, Villars-sur-Glâne, Corminbœuf, Belfaux, La Sonnaz et Granges-Paccot.

## Toponymie
Le nom de la commune, qui se prononce [ ʒivizje], dérive d’un nom de personne latin de forme incertaine (*Iubindius, *Juventius ou *Gavisius ont été avancés comme hypothèse, la première étant la plus vraisemblable), suivi du suffixe celtique -acum.
Sa première occurrence écrite est antérieure à 1152, sous la forme de Iuvinsie. 
La commune se nomme Juvisy jusqu'au début du XIXe siècle. Elle se nomme Dzevijî [dzɛviˈʒi] ou Dzeveji  en patois fribourgeois. Son ancien nom allemand est Siebenzach [ˈsybitsaχ], sans doute par une étymologie populaire qui l'a rapproché de sieben (sept).

## Population et société

### Gentilé
Les habitants de la commune se nomment les Givisois.

### Démographie

#### Évolution de la population
La commune compte 3 309 habitants au 31 décembre 2023 pour une densité de population de 956 hab/km2. Sur la période 2010-2023, sa population a augmenté de 9,9 % (canton : 22,6 % ; Suisse : 9,4 %).  

#### Pyramide des âges
En 2023, le taux de personnes de moins de 30 ans s'élève à 36,2 %, au-dessus de la valeur cantonale (34,6 %). Le taux de personnes de plus de 60 ans est quant à lui de 19,2 %, alors qu'il est de 23 % au niveau cantonal.
La même année, la commune compte 1 624 hommes pour 1 685 femmes, soit un taux de 49,1 % d'hommes, inférieur à celui du canton (50 %).
| Hommes | Classe d’âge | Femmes |
| ------ | ------------ | ------ |
| 0,1    | 90 ans ou +  | 0,5    |
| 5,1    | 75 à 89 ans  | 6,6    |
| 12,6   | 60 à 74 ans  | 13,5   |
| 19,1   | 45 à 59 ans  | 21,1   |
| 25,9   | 30 à 44 ans  | 23,3   |
| 18,7   | 15 à 29 ans  | 16,9   |
| 18,5   | - de 14 ans  | 18,2   |

| Hommes | Classe d’âge | Femmes |
| ------ | ------------ | ------ |
| 0,4    | 90 ans ou +  | 1,0    |
| 6,4    | 75 à 89 ans  | 7,9    |
| 15,0   | 60 à 74 ans  | 15,3   |
| 21,2   | 45 à 59 ans  | 21,0   |
| 21,6   | 30 à 44 ans  | 21,2   |
| 18,6   | 15 à 29 ans  | 17,7   |
| 16,9   | - de 14 ans  | 15,9   |

## Économie
SCOTT Sports, une entreprise renommée dans le monde du vélo (vtt et route) et des sports d'hiver, est basée à Givisiez.
Une zone industrielle recouvre une grande partie de la commune et concentre la plupart entreprises et des emplois. En tout, Givisiez a 3700 places de travail répartis dans 250 sociétés.

## Transports
La desserte actuel de la commune de Givisiez est assurée principalement par des bus régionaux et suburbains. La halte CFF actuelle, vétuste ne permet qu'une liaison ferroviaire minimale cadencée à l'heure entre Morat et Fribourg. La modernisation des liaisons ferroviaires passe par un déplacement de cette halte de 450 mètres en direction de Fribourg.
En 2017, débutent les travaux pour la modernisation de la gare de Givisiez afin d'améliorer l'offre et l'accessibilité à la gare. Le passage à niveau sera également supprimé. Cet aménagement de la gare permettra une augmentation de la cadence des trains et cette gare deviendra une pièce maîtresse du RER fribourgeois. Une amélioration qualitative de la desserte par le réseau des transports urbain est également attendu. Dès lors les trains des Transports publics Fribourgeois et les trains des CFF de et pour Payerne pourront s'y arrêter .

## Sécurité

### Police
Le 13 décembre 2004 en partenariat avec les communes voisines de Villars-sur-Glâne, Corminboeuf et Granges-Paccot) une police intercommunale, fondée sur l’extension de la police locale de Villars-sur-Glâne est créée. L’ACoPol assure ainsi depuis lors la sécurité de la commune.

### Pompiers
Le 4 décembre 2017, à la suite du regroupement des corps de sapeurs-pompiers de Givisiez et de Fribourg, toutes les tâches liées à la défense incendie ainsi qu’à la police du feu sont assurées par le bataillon des sapeurs-pompiers de la ville de Fribourg. 
Le 1er Janvier 2023, La défense incendie et le sauvetage est confié au bataillon Sarine. 

## Culture
La commune de Givisiez est doté d'un lieu culturel depuis 1990 : le Théâtre des Osses, fondé par la metteure en scène Gisèle Sallin et l'actrice Véronique Mermoud. La commune comprend également une "Place des Osses" et une Rue des Femmes Savantes, en hommage à la première pièce jouée au Théâtre des Osses. 